# RuPaul's Drag Race All Stars (mùa 4)

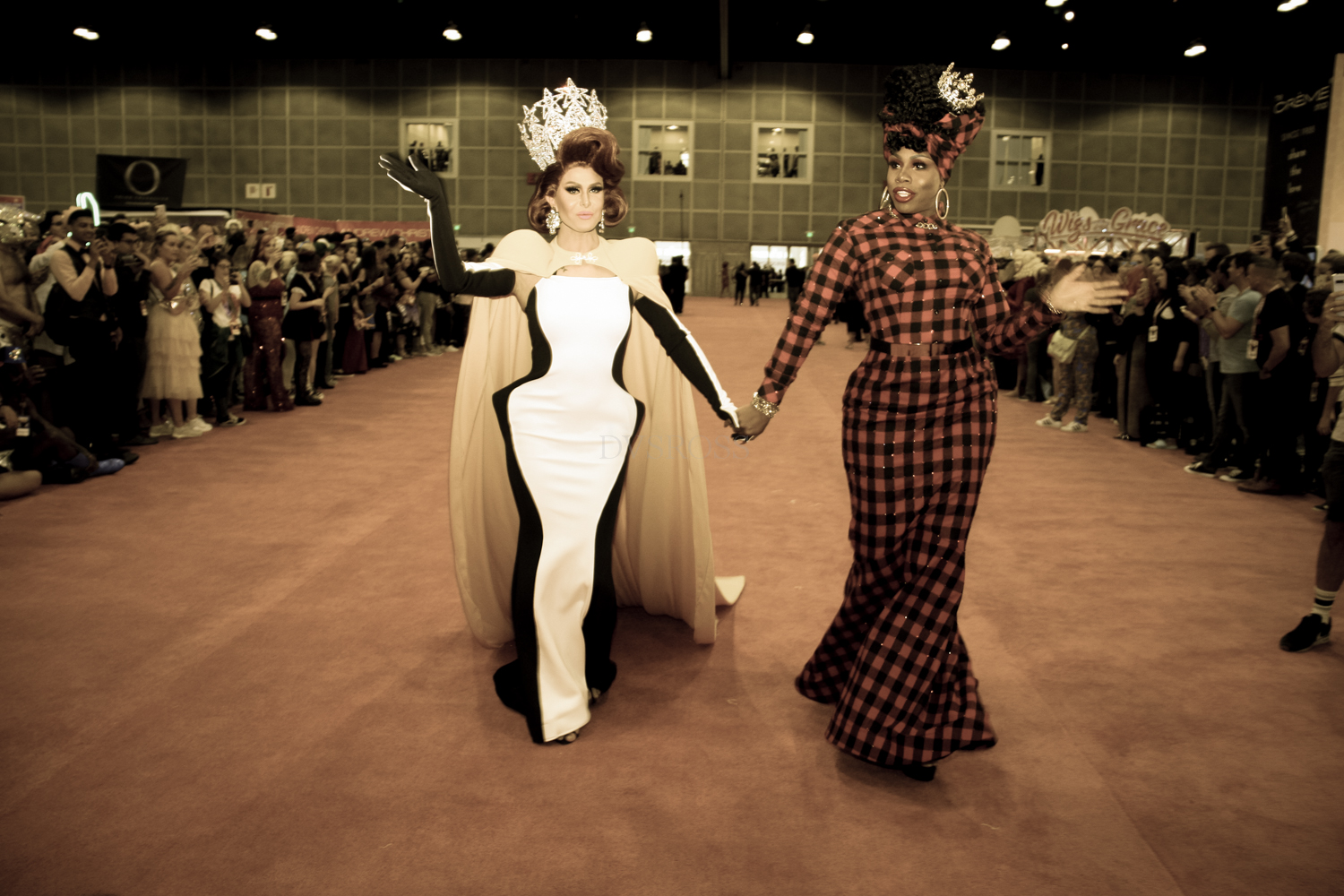
2 quán quân của RuPaul's Drag Race All Stars, Trinity The Tuck (trái) và Monét X Change (phải)

Chương trình truyền hình thực tế về drag queen RuPaul's Drag Race All Stars mùa thứ tư được công bố chính thức trên kênh VH1 vào ngày 22 tháng 8 năm 2018. Chương trình chính thức phát sóng vào ngày 14 tháng 12 năm 2018 và kéo dài mười tập.
Giải thưởng cho người chiến thắng của cuộc thi là một năm sử dụng mỹ phẩm Anastasia Beverly Hills Cosmetics kèm theo một khoản tiền mặt trị giá 100.000 USD.
Hai người chiến thắng trong mùa thi này là Monét X Change và Trinity The Tuck, đây là mùa đầu tiên trong lịch sử chương trình có hai người chiến thắng.

## Thí sinh
Số liệu tính tại thời điểm ghi hình
| Tên              | Tuổi | Quê quán                | Mùa thi gốc           | Thứ hạng gốc | Thứ hạng  |
| ---------------- | ---- | ----------------------- | --------------------- | ------------ | --------- |
| Monét X Change   | 28   | The Bronx, New York     | Mùa 10                | 6            | Quán quân |
| Trinity The Tuck | 33   | Orlando, Florida        | Mùa 9                 | 3/4          | Quán quân |
| Monique Heart    | 32   | Kansas City, Missouri   | Mùa 10                | 8            | 3/4       |
| Naomi Smalls     | 24   | Chicago, Illinois       | Mùa 8                 | Á quân       | 3/4       |
| Latrice Royale   | 46   | South Beach, Florida    | Mùa 4                 | 4            | 5         |
| Latrice Royale   | 46   | South Beach, Florida    | All Stars 1           | 7/8          | 5         |
| Latrice Royale   | 46   | South Beach, Florida    | Holi-slay Spectacular | Quán quân    | 5         |
| Manila Luzon     | 36   | Los Angeles, California | Mùa 3                 | Á quân       | 6         |
| Manila Luzon     | 36   | Los Angeles, California | All Stars 1           | 7/8          | 6         |
| Valentina        | 27   | Echo Park, California   | Mùa 9                 | 7            | 7         |
| Gia Gunn         | 28   | Los Angeles, California | Mùa 6                 | 10           | 8         |
| Farrah Moan      | 24   | Los Angeles, California | Mùa 9                 | 8            | 9         |
| Jasmine Masters  | 41   | Los Angeles, California | Mùa 7                 | 12           | 10        |
| Jasmine Masters  | 41   | Los Angeles, California | Holi-slay Spectacular | Quán quân    | 10        |

## Bảng loại trừ
| Thí sinh         | 1     | 2     | 3     | 4     | 5     | 6     | 7     | 8     | 9     | 10        |
| ---------------- | ----- | ----- | ----- | ----- | ----- | ----- | ----- | ----- | ----- | --------- |
| Monét X Change   | THẤP  | THẮNG | AT    | NH2   | THẮNG | MIỄN  | CAO   | THẮNG | NH3   | QUÁN QUÂN |
| Trinity The Tuck | THẮNG | AT    | THẮNG | THẤP  | NH4   | THẮNG | THẮNG | CAO   | THẮNG | QUÁN QUÂN |
| Monique Heart    | THẮNG | NH2   | AT    | THẮNG | NH4   | THẮNG | AT    | CAO   | THẮNG | LOẠI      |
| Naomi Smalls     | CAO   | CAO   | CAO   | AT    | NH4   | THẮNG | NH2   | THẮNG | NH3   | LOẠI      |
| Latrice Royale   | AT    | AT    | THẤP  | LOẠI  |       | THẮNG | THẮNG | NH2   | LOẠI  |           |
| Manila Luzon     | AT    | THẤP  | THẮNG | THẮNG | THẮNG | MIỄN  | CAO   | LOẠI  |       |           |
| Valentina        | AT    | THẮNG | NH2   | CAO   | NH4   | THẮNG | LOẠI  |       |       |           |
| Gia Gunn         | AT    | AT    | LOẠI  |       |       | THUA  |       |       |       |           |
| Farrah Moan      | NH2   | LOẠI  |       |       |       | THUA  |       |       |       |           |
| Jasmine Masters  | LOẠI  |       |       |       |       | THUA  |       |       |       |           |

     Thí sinh thắng RuPaul's Drag Race All Stars.
     Thí sinh bị loại trong tập chung kết mà không được tham gia màn Lip sync
     Thí sinh thắng cả thử thách và màn Lip Sync for Your Legacy
     Thí sinh thắng thử thách nhưng thua màn Lip Sync for Your Legacy.
     Thí sinh thắng màn lip sync trong phần thi LaLaPaRuza
     Thí sinh thắng màn lip sync trong phần thi LaLaPaRuza và được quay lại cuộc thi
     Thí sinh thua màn lip sync trong phần thi LaLaPaRuza và không được quay lại cuộc thi
     Thí sinh được miễn tham gia phần thi LaLaPaRuza vì thắng thử thách tuần trước.
     Thí sinh nhận đánh giá tích cực và an toàn
     Thí sinh nhận đánh giá và an toàn
     Thí sinh nhận đánh giá tiêu cực nhưng an toàn
     Thí sinh rơi vào nhóm nguy hiểm
     Thí sinh bị loại